# Chandrapur (district)
Chandrapur is een district van de Indiase staat Maharashtra. Het district telt 2.077.909 inwoners (2001) en heeft een oppervlakte van 11.443 km².
Hoofdstad: Mumbai
Districten:
Divisie Amravati: Akola · Amravati · Buldhana · Washim · Yavatmal
Divisie Chhatrapati Sambhajinagar: Chhatrapati Sambhajinagar · Beed · Hingoli · Jalna · Latur · Nanded · Dharashiv · Parbhani
Divisie Konkan: Mumbai Stad · Mumbai Suburbaan · Palghar · Raigad · Ratnagiri · Sindhudurg · Thane
Divisie Nagpur: Bhandara · Chandrapur · Gadchiroli · Gondia · Nagpur · Wardha
Divisie Nashik: Ahmednagar · Dhule · Jalgaon · Nandurbar · Nashik
Divisie Pune: Kolhapur · Pune · Sangli · Satara · Solapur